# Москоммерцбанк

## История
«Москоммерцбанк» был учрежден в 2000 году под наименованием «Межрегиональный банк развития предпринимательства» и в апреле 2001 года получил лицензию Банка России. С сентября 2002 года Банк носит действующее название. С того же года становится партнёром «Казкоммерцбанка» в Российской Федерации. В середине 2007 года Казкоммерцбанк оформил на себя 52, 11 % акций, а мая 2008 года ему принадлежало уже 100 % Москоммерцбанка.
В 2009 году региональная сеть Москоммерцбанка насчитывала филиалы в 12 российских городах, но после кризиса представительства остались в Москве, Санкт-Петербурге, Калининграде, Челябинске и Новосибирске.
С декабря 2014 года наименование Банка изменено на Коммерческий банк «Москоммерцбанк» (акционерное общество)
4 марта 2016 года «Национальное рейтинговое агентство» подтвердило «Москоммерцбанк» индивидуальный рейтинг кредитоспособности на уровне «А+» (высокая кредитоспособность, первый уровень).
В июле 2017 года завершилось приобретение АО «Народный банк Казахстана» акций АО «Казкоммерцбанк» (единственного акционера КБ «Москоммерцбанк» (АО)), принадлежащих г-ну Ракишеву К. Х. и АО "Фонд национального благосостояния "Самрук-Қазына. По результатам завершения сделок купли-продажи по состоянию на 5 июля 2017 года «Народный Банк» являлся держателем 96,81 % простых акций АО «Казкоммерцбанк».
15 мая 2018 года в Единый государственный реестр юридических лиц внесена запись о реорганизации КБ «Москоммерцбанк» (АО) в форме присоединения к нему АО «НБК-Банк» (дочерняя структура АО «Народный банк Казахстана» на территории РФ) и о прекращении деятельности АО «НБК-Банк». С того же месяца все права и обязанности АО «НБК-Банк» переходят к КБ «Москоммерцбанк» (АО) и он становится его правопреемником по всем обязательствам.
28 июля 2018 года было завершено присоединении АО «Казкоммерцбанк» к АО «Народный Банк Казахстана».
7 декабря 2018 года в реестре владельцев именных ценных бумаг КБ «Москоммерцбанк» (АО) проведена операция по изменению долей лиц, владеющих обыкновенными акциями эмитента, с 08.12.2018 г. единственным акционером КБ «Москоммерцбанк» (АО) становится АО «Народный банк Казахстана».
В конце 2022 года «Народный банк Казахстана» (Halyk Bank) продал «Москоммерцбанк» за 7,3 млрд тенге (1,1 млрд рублей или $15,8 млн), при этом был зафиксирован убыток от этой сделки в объёме  18,8 млрд тенге. Покупатель Москоммерцбанка не был объявлен. По информации делового портала Курсив (Казахстан) новым владельцем банка стала одна из структур группы «Синара». К лету 2023 года банк закрыл все свои региональные отделения и оставил работать только головной и дополнительный офисы в Москве.

## Деятельность

«Москоммерцбанк» является универсальным коммерческим банком. Банк предоставляет широкий спектр банковских продуктов, услуг для финансовых институтов, частных и корпоративных клиентов. Приоритетными направлениями деятельности организации являются кредитование предприятий малого и среднего бизнеса, корпоративный сектор, работа по выпуску банковских гарантий, эквайринг в торгово-сервисных точках и розничный бизнес.
Является участником системы страхования вкладов, членом валютной секции Московской межбанковской валютной биржи, участником Reuters и членом Российской Национальной Ассоциации SWIFT. Имеет лицензии на осуществление банковских операций, брокерскую, дилерскую, депозитарную деятельность, банковских операций с физическими лицами, а также свидетельство Ассоциации российских банков.

### Показатели деятельности
В структуре нетто-активов кредитной организации 42 % составляет[когда?] кредитный портфель, свыше половины всех выданных кредитов приходится на ссуды частным лицам. 21 % активов составляют вложения в облигации российских эмитентов. В пассивах организации 35 % занимают вклады частных лиц, более 30 % составляют средства материнской организации, 7 % — остатки на счетах и депозитах юридических лиц. Обороты по счетам клиентов банка внутри месяца составляют около 5—8 млрд рублей. На внутреннем рынке межбанковских кредитов банк выступает нетто-кредитором с незначительными оборотами.
До объединения с НКБ-банком «Москоммерцбанк» занимал 158 позицию в рейтинге российских банков, через три года — 142-е, в начале 2021 года — 127-е место.

### Рейтинговые оценки
В 2018 году рейтинговое агентство «Эксперт РА» присвоило  банку рейтинговую оценку ruB со стабильным прогнозом. Рейтинг был подтверждён в 2019 году, повышен до ruB+ в 2020 и ежегодно подтверждается на этом уровне (2021-2025).

## Собственники
Единственным акционером общества является АО «Народный банк Казахстана».